# Brańszczyk (gemeente)
De gemeente Brańszczyk is een landgemeente in het Poolse woiwodschap Mazovië, in powiat Wyszkowski.
De zetel van de gemeente is in Brańszczyk.
Op 30 juni 2004 telde de gemeente 8463 inwoners.

## Oppervlakte gegevens
In 2002 bedroeg de totale oppervlakte van gemeente Brańszczyk 167,61 km², waarvan:
- agrarisch gebied: 46%
- bossen: 46%

De gemeente beslaat 19,12% van de totale oppervlakte van de powiat.

## Demografie
Stand op 30 juni 2004:
| Omschrijving                   | Totaal | Totaal | Vrouwen | Vrouwen | Mannen | Mannen |
| ------------------------------ | ------ | ------ | ------- | ------- | ------ | ------ |
| eenheid                        | aantal | %      | aantal  | %       | aantal | %      |
| inwoners                       | 8463   | 100    | 4238    | 50,1    | 4225   | 49,9   |
| bevolkingsdichtheid (inw./km²) | 50,5   | 50,5   | 25,3    | 25,3    | 25,2   | 25,2   |

In 2002 bedroeg het gemiddelde inkomen per inwoner 1258,65 zł.

## Administratieve plaatsen (sołectwo)
Białebłoto-Kobyla, Białebłoto-Kurza, Białebłoto-Nowa Wieś, Białebłoto-Stara Wieś, Brańszczyk, Budykierz, Dalekie-Tartak, Dudowizna, Knurowiec, Niemiry, Nowe Budy, Nowy Brańszczyk, Ojcowizna, Poręba-Kocęby, Poręba Średnia, Przyjmy, Stare Budy, Trzcianka, Tuchlin, Turzyn, Udrzyn, Udrzynek.

## Aangrenzende gemeenten
Małkinia Górna, Długosiodło, Łochów, Ostrów Mazowiecka, Rząśnik, Sadowne, Wyszków